# Il principe degli attori
Il principe degli attori è una pellicola biografica statunitense del 1955, diretta da Philip Dunne e interpretata da Richard Burton, Raymond Massey e Maggie McNamara.
La pellicola, sceneggiata da Moss Hart per l'adattamento cinematografico del romanzo di Eleanor Ruggles, racconta la rocambolesca vita dell'attore statunitense Edwin Booth, noto soprattutto per i suoi ruoli come attore di drammi shakespeariani, la cui esistenza subì un forte tracollo quando suo fratello minore, John Wilkes Booth, assassinò Abramo Lincoln.

## Trama
Il giovane Booth accompagna suo padre alcoolizzato, Junius Brutus Booth, nei suoi spettacoli itineranti per tutta l'America, fino a quando non dovrà sostituirlo a causa di una grave crisi di alcoolismo.
Dopo aver guadagnato così la notorietà come attore shakespeariano Ewin Booth deve combattere una dura battaglia con sé stesso nel tentativo di sfuggire alla propensione all'alcoolismo ereditata dal padre, ma dopo aver vinto questa lotta vede crollare la propria fama quando suo fratello uccide il presidente Abramo Lincoln.
Alla fine, durante una delle sue interpretazioni, Booth viene bersagliato dagli sberleffi del pubblico: riuscirà tuttavia a dimostrare tutto il suo talento che gli farà guadagnare il rispetto di chi lo aveva sempre denigrato.